# ISU Junior Grand Prix w łyżwiarstwie figurowym 2003/2004
ISU Junior Grand Prix w łyżwiarstwie figurowym 2003/2004 – 7. edycja zawodów w łyżwiarstwie figurowym w kategorii juniorów. Zawodnicy podczas tego sezonu wystąpili w dziewięciu zawodach tego cyklu rozgrywek. Rywalizacja rozpoczęła się w Sofii 11 września, a zakończyła się finałem JGP w Malmö, który odbył się w dniach 11–14 grudnia 2003 roku.

## Kalendarium zawodów
| Lp. | Data                               | Miejsce    | Zawody                  | Źr. |
| --- | ---------------------------------- | ---------- | ----------------------- | --- |
| 1   | 11–13 września 2003                | Sofia      | JGP w Bułgarii          |     |
| 2   | 18–21 września 2003                | Bratysława | JGP na Słowacji         |     |
| 3   | 24–28 września 2003                | Meksyk     | JGP w Meksyku           |     |
| 4   | 2–5 października 2003              | Ostrawa    | JGP w Czechach          |     |
| 5   | 9–12 października 2003             | Bled       | JGP w Słowenii          |     |
| 6   | 16–18 października 2003            | Okaya      | JGP w Japonii           |     |
| 7   | 22–26 października 2003            | Zagrzeb    | JGP w Chorwacji         |     |
| 8   | 30 października – 2 listopada 2003 | Gdańsk     | JGP w Polsce            |     |
| 9   | 11–14 grudnia 2003                 | Malmö      | Finał Junior Grand Prix |     |

## Medaliści

### Soliści
| Zawody    | 1. miejsce        | 2. miejsce          | 3. miejsce          | Źr. |
| --------- | ----------------- | ------------------- | ------------------- | --- |
| Bułgaria  | Andriej Griaziew  | Tomáš Verner        | Shawn Sawyer        |     |
| Słowacja  | Andriej Griaziew  | Nobunari Oda        | Christopher Mabee   |     |
| Meksyk    | Jordan Brauninger | Takahiko Kozuka     | Ken Rose            |     |
| Czechy    | Tomáš Verner      | Siergiej Dobrin     | Aleksandr Uspienski |     |
| Słowenia  | Christopher Mabee | Dennis Phan         | Shawn Sawyer        |     |
| Japonia   | Evan Lysacek      | Kazumi Kishimoto    | Nobunari Oda        |     |
| Chorwacja | Evan Lysacek      | Alban Préaubert     | Siergiej Dobrin     |     |
| Polska    | Parker Pennington | Aleksandr Uspienski | Yasuharu Nanri      |     |
| Finał JGP | Evan Lysacek      | Andriej Griaziew    | Christopher Mabee   |     |

### Solistki
| Zawody    | 1. miejsce      | 2. miejsce      | 3. miejsce      | Źr. |
| --------- | --------------- | --------------- | --------------- | --- |
| Bułgaria  | Lina Johansson  | Kimmie Meissner | Cynthia Phaneuf |     |
| Słowacja  | Mai Asada       | Katy Taylor     | Olga Najdionowa |     |
| Meksyk    | Miki Andō       | Danielle Kahle  | Jessica Dubé    |     |
| Czechy    | Lucie Krausová  | Olga Najdionowa | Akiko Kitamura  |     |
| Słowenia  | Kimmie Meissner | Lina Johansson  | Viktória Pavuk  |     |
| Japonia   | Miki Andō       | Mai Asada       | Aki Sawada      |     |
| Chorwacja | Danielle Kahle  | Myriane Samson  | Jelena Naumowa  |     |
| Polska    | Viktória Pavuk  | Akiko Kitamura  | Kiira Korpi     |     |
| Finał JGP | Miki Andō       | Lina Johansson  | Viktória Pavuk  |     |

### Pary sportowe
| Zawody    | 1. miejsce                            | 2. miejsce                                | 3. miejsce                                | Źr. |
| --------- | ------------------------------------- | ----------------------------------------- | ----------------------------------------- | --- |
| Bułgaria  | Natalja Szestakowa / Pawieł Lebiediew | Tetiana Wołosożar / Petro Charczenko      | Brittany Vise / Nicholas Kole             |     |
| Słowacja  | Tatjana Kokoriewa / Jegor Gołowkin    | Anastasija Kuźmina / Stanisław Jewdokimow | Amy Howerton / Steven Pottenger           |     |
| Meksyk    | Jessica Dubé / Bryce Davison          | Brittany Vise / Nicholas Kole             | Michelle Cronin / Brian Shales            |     |
| Czechy    | Marija Muchortowa / Maksim Trańkow    | Tetiana Wołosożar / Petro Charczenko      | Arina Uszakowa / Aleksandr Popow          |     |
| Słowenia  | Tatjana Kokoriewa / Jegor Gołowkin    | Natalja Szestakowa / Pawieł Lebiediew     | Terra Findlay / John Mattatal             |     |
| Japonia   | Jessica Dubé / Bryce Davison          | Michelle Cronin / Brian Shales            | Brooke Castile / Benjamin Okolski         |     |
| Chorwacja | Andrea Varraux / David Pelletier      | Amy Howerton / Steven Pottenger           | Anastasija Kuźmina / Stanisław Jewdokimow |     |
| Polska    | Marija Muchortowa / Maksim Trańkow    | Arina Uszakowa / Aleksandr Popow          | Brandilyn Sandoval / Laureano Ibarra      |     |
| Finał JGP | Jessica Dubé / Bryce Davison          | Natalja Szestakowa / Pawieł Lebiediew     | Marija Muchortowa / Maksim Trańkow        |     |

### Pary taneczne
| Zawody    | 1. miejsce                              | 2. miejsce                            | 3. miejsce                                 | Źr. |
| --------- | --------------------------------------- | ------------------------------------- | ------------------------------------------ | --- |
| Bułgaria  | Nóra Hoffmann / Attila Elek             | Camilla Spelt / Luca Lanotte          | Anastasija Płatonowa / Andriej Maksimiszyn |     |
| Słowacja  | Jelena Romanowska / Aleksandr Graczow   | Hanna Zadorożniuk / Serhij Werbyłło   | Morgan Matthews / Maxim Zavozin            |     |
| Meksyk    | Natalja Michajłowa / Arkadij Siergiejew | Alaksandra Zarecka / Raman Zarecki    | Anna Cappellini / Matteo Zanni             |     |
| Czechy    | Hanna Zadorożniuk / Serhij Werbyłło     | Olga Orłowa / Maksim Bołotin          | Petra Pachlová / Petr Knoth                |     |
| Słowenia  | Nóra Hoffmann / Attila Elek             | Jekatierina Rublewa / Iwan Szefier    | Anna Cappellini / Matteo Zanni             |     |
| Japonia   | Natalja Michajłowa / Arkadij Siergiejew | Jelena Romanowska / Aleksandr Graczow | Lauren Senft / Leif Gislason               |     |
| Chorwacja | Morgan Matthews / Maxim Zavozin         | Olga Orłowa / Maksim Bołotin          | Camilla Spelt / Luca Lanotte               |     |
| Polska    | Alaksandra Zarecka / Raman Zarecki      | Jekatierina Rublewa / Iwan Szefier    | Kirsten Frisch / Augie Hill                |     |
| Finał JGP | Nóra Hoffmann / Attila Elek             | Jelena Romanowska / Aleksandr Graczow | Morgan Matthews / Maxim Zavozin            |     |

## Klasyfikacje punktowe
Do finału Grand Prix zakwalifikowało się 8 najlepszych zawodników/par w każdej z konkurencji.
| Poz.                                                  | Zawodnik                                              | Punkty                                                |
| Miejsca 1–8: kwalifikacja do Finału Junior Grand Prix | Miejsca 1–8: kwalifikacja do Finału Junior Grand Prix | Miejsca 1–8: kwalifikacja do Finału Junior Grand Prix |
| ----------------------------------------------------- | ----------------------------------------------------- | ----------------------------------------------------- |
| 1                                                     | Andriej Griaziew                                      | 30                                                    |
| 2                                                     | Evan Lysacek                                          | 30                                                    |
| 3                                                     | Tomáš Verner                                          | 28                                                    |
| 4                                                     | Christopher Mabee                                     | 26                                                    |
| 5                                                     | Jordan Brauninger                                     | 24                                                    |
| 6                                                     | Aleksandr Uspienski                                   | 24                                                    |
| 7                                                     | Siergiej Dobrin                                       | 24                                                    |
| 8                                                     | Nobunari Oda                                          | 24                                                    |
| Miejsca 9–11: rezerwa do Finału Junior Grand Prix     |                                                       |                                                       |
| 9                                                     | Alban Préaubert                                       | 22                                                    |
| 10                                                    | Kazumi Kishimoto                                      | 22                                                    |
| 11                                                    | Shawn Sawyer                                          | 22                                                    |

| Poz.                                                  | Zawodniczka                                           | Punkty                                                |
| Miejsca 1–8: kwalifikacja do Finału Junior Grand Prix | Miejsca 1–8: kwalifikacja do Finału Junior Grand Prix | Miejsca 1–8: kwalifikacja do Finału Junior Grand Prix |
| ----------------------------------------------------- | ----------------------------------------------------- | ----------------------------------------------------- |
| 1                                                     | Miki Andō                                             | 30                                                    |
| 2                                                     | Lina Johansson                                        | 28                                                    |
| 3                                                     | Mai Asada                                             | 28                                                    |
| 4                                                     | Danielle Kahle                                        | 28                                                    |
| 5                                                     | Kimmie Meissner                                       | 28                                                    |
| 6                                                     | Viktória Pavuk                                        | 26                                                    |
| 7                                                     | Olga Najdionowa                                       | 24                                                    |
| 8                                                     | Akiko Kitamura                                        | 24                                                    |
| Miejsca 9–11: rezerwa do Finału Junior Grand Prix     |                                                       |                                                       |
| 9                                                     | Katy Taylor                                           | 22                                                    |
| 10                                                    | Lucie Krausová                                        | 19                                                    |
| 11                                                    | Aki Sawada                                            | 18                                                    |

| Poz.                                                  | Zawodnicy                                             | Punkty                                                |
| Miejsca 1–8: kwalifikacja do Finału Junior Grand Prix | Miejsca 1–8: kwalifikacja do Finału Junior Grand Prix | Miejsca 1–8: kwalifikacja do Finału Junior Grand Prix |
| ----------------------------------------------------- | ----------------------------------------------------- | ----------------------------------------------------- |
| 1                                                     | Jessica Dubé / Bryce Davison                          | 30                                                    |
| 2                                                     | Marija Muchortowa / Maksim Trańkow                    | 30                                                    |
| 3                                                     | Tatjana Kokoriewa / Jegor Gołowkin                    | 30                                                    |
| 4                                                     | Natalja Szestakowa / Pawieł Lebiediew                 | 28                                                    |
| 5                                                     | Tetiana Wołosożar / Petro Charczenko                  | 26                                                    |
| 6                                                     | Andrea Varraux / David Pelletier                      | 24                                                    |
| 7                                                     | Anastasija Kuźmina / Stanisław Jewdokimow             | 24                                                    |
| 8                                                     | Arina Uszakowa / Aleksandr Popow                      | 24                                                    |
| Miejsca 9–11: rezerwa do Finału Junior Grand Prix     |                                                       |                                                       |
| 9                                                     | Brittany Vise / Nicholas Kole                         | 24                                                    |
| 10                                                    | Michelle Cronin / Brian Shales                        | 24                                                    |
| 11                                                    | Amy Howerton / Steven Pottenger                       | 24                                                    |

| Poz.                                                  | Zawodnicy                                             | Punkty                                                |
| Miejsca 1–8: kwalifikacja do Finału Junior Grand Prix | Miejsca 1–8: kwalifikacja do Finału Junior Grand Prix | Miejsca 1–8: kwalifikacja do Finału Junior Grand Prix |
| ----------------------------------------------------- | ----------------------------------------------------- | ----------------------------------------------------- |
| 1                                                     | Nóra Hoffmann / Attila Elek                           | 30                                                    |
| 2                                                     | Natalja Michajłowa / Arkadij Siergiejew               | 30                                                    |
| 3                                                     | Jelena Romanowska / Aleksandr Graczow                 | 28                                                    |
| 4                                                     | Alaksandra Zarecka / Raman Zarecki                    | 28                                                    |
| 5                                                     | Hanna Zadorożniuk / Serhij Werbyłło                   | 28                                                    |
| 6                                                     | Morgan Matthews / Maxim Zavozin                       | 26                                                    |
| 7                                                     | Olga Orłowa / Maksim Bołotin                          | 26                                                    |
| 8                                                     | Jekatierina Rublewa / Iwan Szefier                    | 26                                                    |
| Miejsca 9–11: rezerwa do Finału Junior Grand Prix     |                                                       |                                                       |
| 9                                                     | Camilla Spelt / Luca Lanotte                          | 24                                                    |
| 10                                                    | Anna Cappellini / Matteo Zanni                        | 22                                                    |
| 11                                                    | Lauren Senft / Leif Gislason                          | 20                                                    |